# Año valiano
Un año valiano es una medida de tiempo ficticia creada por el escritor británico J. R. R. Tolkien para medir el paso de los acontecimientos en las historias de su legendarium tras la llegada de los ainur a Arda. Estos años reciben su nombre los Valar (singular vala), los más poderosos de los Ainur.
Tolkien creó esta medida del tiempo para superar la dificultad de aplicar una cronología a un mundo ficticio en el que (aún) no existían el Sol u otros astros; y mantuvo su uso incluso para la descripción de acontecimientos en épocas que ya disponían de otros ritmos fijos con los que establecer la duración del año: los años de las Lámparas, los de los Árboles o los del Sol. Sin embargo, aunque se supone que los años valianos siguieron contabilizándose en Aman tras el primer amanecer, Tolkien no proporciona ninguna fecha en años valianos tras ese punto, por lo que los acontecimientos de Beleriand narrados en El Silmarillion o los de la Tierra Media narrados en El hobbit o El Señor de los Anillos se cuentan en otras medidas de tiempo.

## Concepción y creación
Al contrario que otros calendarios creados por Tolkien para ambientar su legendarium, el valiano no llegó a tener una forma completa y definitiva. En los años 1930 y 1940, Tolkien manejaba una duración del año valiano que fluctuaba ligeramente en torno a un número redondo de diez años solares: en las notas de los «Anales de Aman» Tolkien estableció que un año valiano dura 1.000 «días», definidos como el tiempo que dura una floración completa de los Dos Árboles de Valinor, y cada uno de esos «días» se divide en 12 «horas» con una duración equivalente a siete horas «reales». Así un año valiano duraría 84.000 horas solares. Como un año solar son, aproximadamente, 8.766 horas era fácil calcular la equivalencia de 9,582 años solares por cada año valiano.
Sin embargo, en la década de 1950, el autor decidió usar un valor mucho más grande, de 144 años solares por cada año valiano, e incluyó este concepto en sus «Apéndices» a El Señor de los Anillos como la duración de un «año élfico» (el yen). Esta nueva medida prolongaba la línea de tiempo ya establecida por el autor: la duración de la huida de los Noldor, que era de cinco años valianos, pasó de significar unos 50 de nuestros años a ser «traducida» en unos 700. Algunos estudios sugieren que esas nuevas duraciones serían demasiado largas si se aplicasen directamente a las fechas existentes, por lo que la nueva definición debiera entenderse como una nueva medida completamente diferente a la previa, y no aplicable, por tanto a las fechas anotadas en borradores previos de los escritos de autor. Otros autores opinan que Tolkien describe el tiempo como si fluyera más lentamente en Aman, de modo que un año valiano «se sentiría» como el paso de un único año solar, a pesar de tener una duración «real» mucho mayor.[cita requerida]